# Eremophila obovata
Eremophila obovata är en flenörtsväxtart. Eremophila obovata ingår i släktet Eremophila och familjen flenörtsväxter.

## Underarter
Arten delas in i följande underarter:
- E. o. glabriuscula
- E. o. obovata